# Wapniarky
Wapniarky (ukr. Вапнярки) – wieś na Ukrainie, w obwodzie winnickim, w rejonie tulczyńskim, w hromadzie Tomaszpil. W 2001 liczyła 765 mieszkańców, spośród których 748 wskazało jako ojczysty język ukraiński, 15 rosyjski, 1 mołdawski, a 1 inny